# 宙花こより
宙花 こより（そらはな こより）（本名・小西あゆみ）は、日本の漫画家・イラストレーター。長野県上田市出身・在住。
主に4コマ漫画や児童向け漫画、少女のイラストを手がけている。

## 主な作品

### 漫画
- しあわせ音魔法（芳文社、まんがタイムきらら連載）
- チョコ犬たちのスイーツな日々（メディアワークス、キャラぱふぇ連載）
- ゲキ&トー パワプロ&パワポケくらぶ!（メディアワークス、デンゲキニンテンドーDS連載）
- マンガでわかる!片づけ+収納術（学研パブリッシング）
- マンガでわかる!収納+整理術（学研パブリッシング）

### イラスト・挿絵
- がんばれ!鉄道むすめ（村木皓一著、学研、メガミ文庫）
- 知多みるく（愛知県・ちた地域若者サポートステーション）

### キャラクターデザイン
- バスむすめ（トミーテックトレーディングフィギュア）
- 姫宮なな（東武鉄道お客さまセンターのキャラクター）
- 鉄道むすめリトルマスコット（ユージン）
- 知多みるく / 知多娘。（愛知県知多半島のイメージキャラクター）
- 谷村みすず（富士急行富士登山電車のイメージキャラクター）
- 汐留ゆう / ねこまたさん（間違い.net案内人イメージキャラクター）
- 北条まどか（上田市アイプロジェクト 別所線存続支援キャラクター 2011年 ”6年後”）